# Lekkoatletyka na Letnich Igrzyskach Paraolimpijskich 2012 – 200 metrów T36 mężczyzn
W biegu na 200 metrów kl. T36 mężczyzn podczas Letnich Igrzysk Paraolimpijskich 2012 rywalizowało ze sobą 9 zawodników. W konkursie udział wzięły osoby z porażeniem mózgowym, u których występują mimowolne ruchy we wszystkich kończynach.

## Wyniki

### Finał
| Poz. | Zawodnik                       | Narodowość        | Rezultat | Uwagi |
| ---- | ------------------------------ | ----------------- | -------- | ----- |
| 1    | Roman Pawlyk                   | Ukraina           | 24,70    |       |
| 2    | So Wa Wai                      | Hongkong          | 24,77    |       |
| 3    | Ben Rushgrove                  | Wielka Brytania   | 24,83    |       |
| 4    | Graeme Ballard                 | Wielka Brytania   | 25,20    |       |
| 5    | Che Mian                       | Chiny             | 25,25    |       |
| 6    | Marcin Mielczarek              | Polska            | 26,05    |       |
| 7    | Andriej Żirnow                 | Rosja             | 26,27    |       |
| 8    | Chris Clemens                  | Stany Zjednoczone | 26,68    |       |
| 9    | Gabriel De Jesus Cuadra Holman | Nikaragua         | 33,11    |       |